# Jesper Kragh Grodal
Jesper Kragh Grodal (31 de outubro de 1972) é um matemático dinamarquês.
Filho dos professores Birgit Grodal e Torben Kragh Grodal.
Obteve um mestrado em matemática em 1997 na Universidade de Copenhague e foi para o Instituto de Tecnologia de Massachusetts (MIT), onde obteve em setembro de 2000 um Ph.D. em matemática, com a tese Higher limits via subgroup complexes, orientado por Haynes Miller.
De 2003 a 2006 lecionou na Universidade de Chicago, sendo desde 2006 professor da Universidade de Copenhague.
Foi palestrante convidado do Congresso Internacional de Matemáticos em Hyderabad (2010: The classification of p-compact groups and homotopical group theory).